# Michał Jerzy Wandalin Mniszech
Conte Michał Jerzy Wandalin Mniszech (Piła, 1742 – Słonim, 14 marzo 1806) è stato un diplomatico polacco.

## Biografia
Apparteneva ad una nobile famiglia di proprietari terrieri della Grande Polonia; studiò al seminario cattolico di Varsavia, ed avrebbe scelto la carriera ecclesiastica se la prematura morte del fratello maggiore Alfred Tomasz non avesse fatto sì che Mniszech potesse ereditarne il titolo, i terreni ed il blasone.
Inviato diplomatico a Dresda nel 1768, conobbe Heinrich von Brühl, politico sassone, saggiando attraverso le ambizioni e i desideri dell'elettore polacco sulla Polonia, e inserendo il figlio von Brühl, Friedrich Alois von Brühl nell'alta società polacca.
Nonostante fosse amico di illuministi come Bogusławski e Ossoliński, Mniszech non ebbe mai vocazioni dichiaratamente liberali, ed eletto membro del Sejm di Hugo Kołłątaj, si astenne dall'etichettarsi come membro della Confederazione di Bar o quella di Targowica, rimanendo assolutamente neutrale nel conflitto che seguì.
Durante l'Insurrezione di Varsavia del 1794, la sua casa fece da rifugio all'ambasciatore russo Otto Magnus von Stackelberg e a Józef Kossakowski, che Mniszech ospitò e fece desistere la folla che minacciava di linciarli con un mirabile discorso.
Quando la Polonia fu spartita, Mniszech fu pensionato dal governo prussiano e fu starosta di Lublino, Jawor, Słonim e Rostocki; era stato anche Cancelliere della Corona, Maresciallo di Lituania e Gran Maresciallo della Corona.